# Zbór Kościoła Zielonoświątkowego w Kędzierzynie-Koźlu
Zbór „Betezda” Kościoła Zielonoświątkowego w Kędzierzynie-Koźlu – zbór Kościoła Zielonoświątkowego w RP znajdujący się w Kędzierzynie-Koźlu, przy ulicy Racławickiej 5.
Nabożeństwa odbywają się w niedzielę o godzinie 11:00. 
Pastorem zboru jest Mateusz Szczypiński.